# Poesia persa moderna
A poesia moderna persa diz respeito ao tipo de poesia escrita a partir do princípio do século XX, com o uso de estilos e formas inovadores que a separam da poesia persa tradicional. É um estilo de poesia que se desenvolveu em paralelo às mudanças substanciais na literatura e na sociedade persas, que se verificaram a partir do fim do século XIX.

## Origens
Nima Iuxij é considerado o pai da moderna poesia persa, introduzindo muitas técnicas e formas que a diferenciaram da antiga. Contudo, o crédito da popularização desta nova forma literária num país e numa cultura solidamente baseada em mil anos de poesia clássica vai para os seus discípulos, como Ahmad Xamlu, que adoptou os métodos de Nima e experimentou novas técnicas de poesia moderna. A transformação levada a cabo por Nima Iuxij, que libertou a poesia persa das grilhetas das medidas prosódicas, foi um ponto de virada na longa tradição literária persa. Nima apresentou uma compreensão diferente dos princípios da poesia clássica. A sua arte não se confinou a remover a necessidade de harmonia métrica nem no abandono da rima, mas focou em expandir sua estrutura e em sua função. O seu objetivo de renovar a poesia era comprometer-se com uma "identidade natural", e alcançar uma moderna disciplina mental e um novo desempenho linguístico do poeta.
Nima defendia que a técnica formal dominante na poesia clássica interferia na sua vitalidade, vigor e progresso. Apesar de aceitar algumas das propriedades estéticas e de as alargar na sua poesia, nunca cessou de estender a sua experiência poética, enfatizando a ordem natural desta arte. O que Nima Iuxij fundou na poesia contemporânea foi continuado pelo seu sucessor Ahmad Xamlu.

## Maturidade
O poema Sepid (também conhecido como poema branco), originado com Xamlu, evitava as regras da escola poética de Nima e adotou uma estrutura mais livre. Na poesia anterior, as qualidades da visão do poeta assim como a abrangência dos assuntos só podiam ser expressas em termos gerais e eram contidas pelas limitações formais impostas à expressão poética.
A poesia de Nima transgredia algumas limitações e se valia da função natural da poesia para representar a solidariedade do poeta com a vida e o mundo à sua volta, com os seus detalhes e cenas. A poesia Sepid mantém essa perspectiva de expressão mais ampla proposta por Nima e evita as regras impostas à sua criação. No entanto, a diferença mais importante para com a poesia de Nima é que no poema Sepid há um afastamento dos ritmos. Nima Iuxij deu atenção a uma rima global harmoniosa, e criou muitos exemplos experimentais para atingir este fim.
Ahmad Xamlu descobriu as características internas da poesia e a sua manifestação nas criações literárias de mestres clássicos, bem como na experiência de Nima. Ao distanciar-se das obrigações impostas à poesia mais antiga e de algumas das limitações que se tinham criado no poema de Nima, Xamlu reconheceu o papel da prosa e a música escondida na linguagem. Na estrutura do poema Sepid, em contraste com as regras prosódicas e as de Nima, o poema é escrito com palavras mais "naturais", e incorpora um processo semelhante à prosa sem perder a sua distinção poética. Nima achava que qualquer mudança na construção e nas ferramentas de expressão de um poeta dependem do seu conhecimento do mundo e de um ponto de vista revolucionário. O poema Sepid não poderia ter-se desenvolvido sem esta base teórica.
De acordo com Simin Behbahani, a poesia sepid não teve aceitação geral antes das obras de Bijan Jalali. Behbahani considera-o o fundador da poesia sepid. Ela própria usou o estilo "Char Paré" de Nima e posteriormente virou-se para o ghazal, um estilo poético fluido semelhante ao soneto ocidental. Simin Behbahani contribuiu para um desenvolvimento histórico da forma do ghazal, uma vez que adicionou temas teatrais, acontecimentos do dia-a-dia e conversações à sua poesia. Expandiu a abrangência das formas de verso tradicionais e produziu algumas das obras mais significativas da literatura persa no século XX.
Um seguidor relutante de Nima Iuxij, Mehdi Akhavan-Sales publicou o seu Organ (1951) para apoiar as críticas às incursões inovadoras de Nima. Na poesia persa Akhavan-Sales estabeleceu uma ponte entre a escola Khorassani e a de Nima. Os críticos consideram-no um dos melhores poetas persas contemporâneos. É um dos pioneiros do verso livre, e em particular dos épicos de estilo moderno. A sua ambição durante muito tempo foi de introduzir um estilo novo na poesia persa.

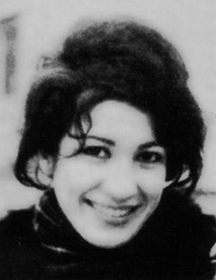
Forugh Farrokhzad

Forugh Farrokhzad é importante na história literária iraniana por três razões. A primeira é que esteve entre a primeira geração a adotar o novo estilo de poesia começado por Nima Iuxij nos anos de 1920, que exigia que os poetas fizessem experiências com a rima, a imagem e a voz individual. Em segundo lugar, ela foi a primeira mulher iraniana a expressar graficamente a sexualidade de uma perspectiva feminina. Finalmente, transcendeu o seu papel como escritora, fazendo experiências na representação, na pintura e na realização de documentários.
Fereidun Moxiri é em especial conhecido como conciliador da poesia persa clássica com a nova poesia. Uma das maiores contribuições da poesia de Moxiri, segundo alguns observadores, é a expansão do alcance social e geográfico da moderna literatura persa.
Um poeta digno de menção da última geração antes da revolução islâmica é Mohammad-Reza Xafiei-Kadkani (M. Serexk). Apesar de ser originário do Khorassão e de alternar no seu seguimento de Nima Iuxij e de Akhavan-Sales, a sua poesia mostra a influência de Hafez e de Moulavi. Ele usa uma linguagem simples e lírica e inspira-se principalmente na atmosfera política. É o mais bem sucedido dos poetas que nas últimas décadas do século XX tentaram fazer uma síntese entre o modelo de Ahmad Xamlu e o de Nima Iuxij.